# ثيودور فاهلين
كارل ثيودور فاهلن (بالألمانية: Theodor Vahlen)‏ (30 يونيو 1869 في فيينا ، النمسا - المجر – 16 نوفمبر 1945 في براغ، تشيكوسلوفاكيا ) كان عالم رياضيات ولد في النمسا وكان من المؤيدين المتحمسين للحزب النازي. كان عضوا في كل من كتيبة العاصفة وشوتزشتافل.

## التعليم
كان والده عالم اللغة الألماني الكلاسيكي يوهانس فاهلين (1830-1911). درس تيودور في برلين عام 1889 وحصل على الدكتوراه هناك عام 1893.

## مسار مهني مسار وظيفي
في عام 1904، بدأ التدريس في جامعة غرايفسفالد، وفي عام 1911 أصبح أستاذًا عاديًا هناك. انضم فاهلين إلى الحزب النازي (NSDAP) في عام 1922. من عام 1924، كان أول زعيم منطقة بوميرانيا. في عام 1924 ، حرض فاهلين حشدًا في الجامعة ضد جمهورية فايمار ، مما أدى إلى إنزال أعلام الجمهورية. وضعته الجامعة في إجازة بسبب الإساءة السياسية لوظيفته ، وفي عام 1927 تم فصله بدون معاش. 